# Hacıoğlu, İhsangazi
Hacıoğlu là một xã thuộc huyện İhsangazi, tỉnh Kastamonu, Thổ Nhĩ Kỳ. Dân số thời điểm năm 2008 là 46 người.